# Petham
Petham är en ort och civil parish i grevskapet Kent i sydöstra England. Orten ligger i distriktet Canterbury, cirka 7 kilometer sydväst om Canterbury. Civil parishen hade 685 invånare vid folkräkningen år 2021.